# Olympische Sommerspiele 2004/Teilnehmer (Libyen)
| Gelbes Symbol für Goldmedaillen mit stilisierten Olympischen Ringen | Graues Symbol für Silbermedaillen mit stilisierten Olympischen Ringen | Braundes Symbol für Bronzemedaillen mit stilisierten Olympischen Ringen |
| ------------------------------------------------------------------- | --------------------------------------------------------------------- | ----------------------------------------------------------------------- |
| —                                                                   | —                                                                     | —                                                                       |

Libyen nahm an den Olympischen Sommerspielen 2004 in der griechischen Hauptstadt Athen mit acht Sportlern, zwei Frauen und sechs Männern, teil.

## Teilnehmer nach Sportarten

### Gewichtheben
- Mohamed Eshtiwi
Mittelgewicht (bis 77 kg) Männer: 16. Platz

- Hamza Abughalia
Leichtschwergewicht (bis 85 kg) Männer: DNF

### Judo
- Mohamed Ben Saleh
Halbmittelgewicht (bis 81 kg) Männer: Qualifikation

### Leichtathletik
- Ali Mabrouk El Zaidi
Marathon Männer: 39. Platz

- Ruwida El Hubti
400 Meter Männer: Vorläufe

### Schwimmen
- Khaled Ghezzawi
50 Meter Freistil Männer: Vorläufe

- Amira Edrahi
50 Meter Freistil Frauen: Vorläufe

### Taekwondo
- Ezedin Salem
Klasse bis 58 kg Männer: Qualifikation